# Euskirchener Straße (Düren)

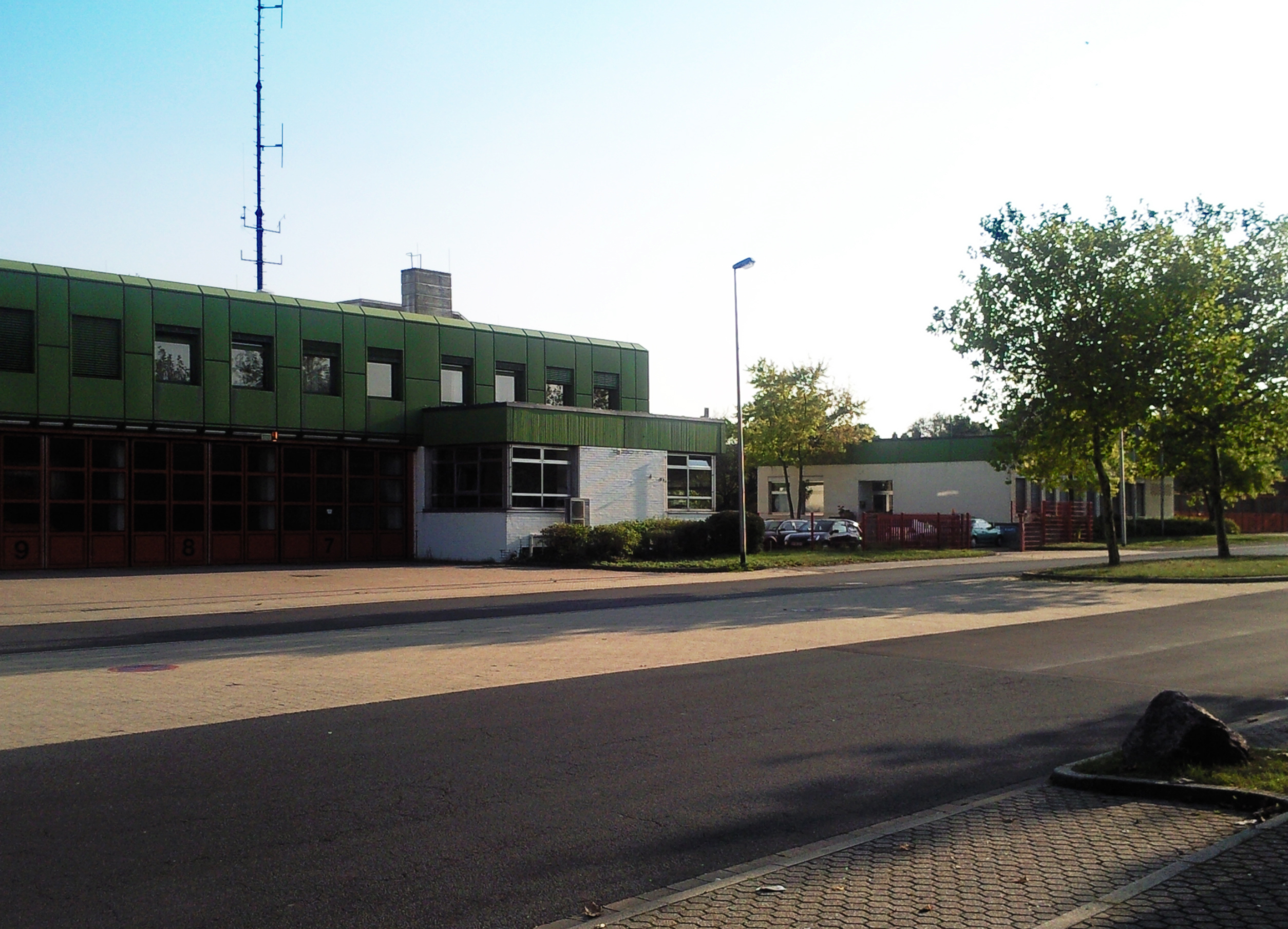
Hauptwache der Feuerwehr

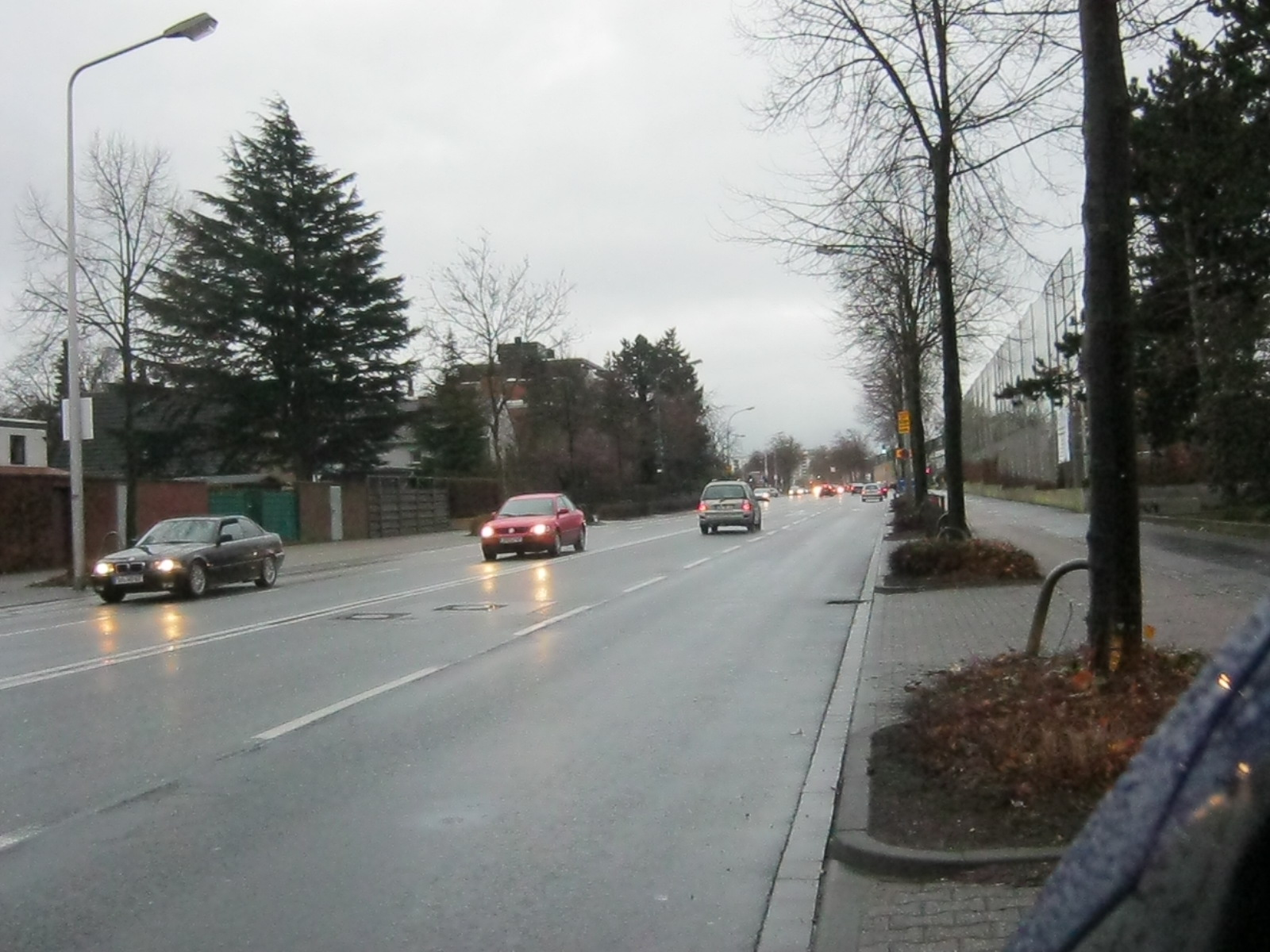
Die Euskirchener Straße in Richtung Römerstraße stadtauswärts

Die Euskirchener Straße in Düren, Nordrhein-Westfalen, ist eine Hauptdurchgangsstraße. Sie war als Bundesstraße 56 klassifiziert und ist seit der Fertigstellung der B 56n zur Gemeindestraße abgestuft.
Die Euskirchener Straße beginnt am Friedrich-Ebert-Platz, führt dann in südliche Richtung zum Ortsausgang. Dort geht sie in die Stockheimer Landstraße über.
Die Straße ist auf der gesamten Länge vierspurig ausgebaut. Sie wurde nach der Stadt Euskirchen benannt, zu der sie führt. Vorher hieß sie Hindenburgstraße (benannt nach dem 4. Ehrenbürger der Stadt Paul von Hindenburg).
1913 wurden in Höhe der heutigen Feuerwache und der Supermärkte die Riemann-Kaserne erbaut. 1914 wurde der Bereich der Straße von der heutigen Römerstraße bis zur Zülpicher Straße im Gedenken an die Schlacht bei Königgrätz Königgrätzer Straße genannt. Die Umbenennung in Hindenburgstraße erfolgte 1915.
Die heutige Euskirchener Straße war zwischen der Oststraße und der Römerstraße bis Ende der 1950er Jahre ein Feldweg. Der zum Ortsrand führende Straßenverlauf war folgender: beginnend am Friedrich-Ebert-Platz als Eberhard-Hoesch-Straße, dann kurz vor der Oststraße rechts schräg abbiegend (die schräg stehende Häuserfront ist heute noch zu sehen), dann über die Straße „Im Eschfeld“, die Frankenstraße überquerend, in die heutige Eberhard-Hoesch-Straße bis zur Zülpicher Straße.
Erst in den 1960er Jahren wurde der Straßenzug durchgehend als Euskirchener Straße ausgebaut und die anderen Straßen wurden teilweise zurückgebaut, z. B. „Im Eschfeld“.
Durch Ratsbeschluss vom 6. November 1973 wurde der Straßenzug in Euskirchener Straße umbenannt.
2015 wurde im unteren Bereich einen 30 km/h-Beschränkung eingerichtet. Im Dezember 2018 wurde das Teilstück zwischen der Oststraße und dem Friedrich-Ebert-Platz für Lkw gesperrt.
In der Euskirchener Straße befinden sich
- das Kaufmännische Berufskolleg,
- die St. Bonifatius Grundschule,[2]
- die ständig besetzte Wache der Freiwilligen Feuerwehr Düren,
- Supermärkte und Tankstellen.